# Подгорье (Полтавская область)
Подгорье (укр. Підгір'я) — село,
Остапьевский сельский совет,
Великобагачанский район,
Полтавская область,
Украина.
Код КОАТУУ — 5320283605. Население по переписи 2001 года составляло 127 человек.

## Географическое положение
Село Подгорье находится на правом берегу реки Псёл,
выше по течению на расстоянии в 1 км расположено село Остапье,
ниже по течению примыкает село Новое Остапово.
Река в этом месте извилистая, образует лиманы, старицы и заболоченные озёра.